# Myctophum affine
Myctophum affine is een straalvinnige vissensoort uit de familie van de lantaarnvissen (Myctophidae). De wetenschappelijke naam van de soort werd als Scopelus affinis in 1892 gepubliceerd door Christian Frederik Lütken.